# Abbás Hádžkinárí
Abbás Hádžkinárí (Hádžkenárí) (persky عباس حاج كنارى‎) nebo (anglicky Abbas Hajdkenari (Hajkenari)), (* 1974 ve Ferejdúnkináru, Mázandarán, Írán) je bývalý íránský zápasník volnostylař. Volnému stylu se věnoval od 12 let. Připravoval se v Teheránu. V roce 1996 startoval na olympijských hrách v Atlantě, ale po dvou prohrách v prvním a druhém kole předčasně vypadl z bojů o medaile. V roce 1997 si spravil náladu v ruském Krasnojarsku titulem mistra světa. Od roku 1999 se po příchodu Alírezá Dábirovi do íránské reprezentace neprosazoval. Sportovní kariéru ukončil po roce 2000.